# Psoralea latestipulata
Psoralea latestipulata är en ärtväxtart som beskrevs av Lloyd Herbert Shinners. Psoralea latestipulata ingår i släktet Psoralea och familjen ärtväxter.

## Underarter
Arten delas in i följande underarter:
- P. l. appressa
- P. l. latestipulata